# HMS Havock (H43)
HMS Havock byl britský torpédoborec třídy H-class, který sloužil u Royal Navy během druhé světové války. Stavba začala 15. května 1935 v loděnici William Denny, Brothers and Company, Limited v Dumbarton ve Skotsku. Na vodu byl spuštěn 7. července 1936 a do služby byl přijat 18. ledna 1937.
- Účastnil se v dubnu 1940 první námořní bitvy u Narviku.
- Účastnil se v červenci 1940 bitvy u mysu Spatha.
- Účastnil se v březnu 1941 bitvy u Matapanu.
- Účastnil se v dubnu 1941 evakuace Řecka.
- Účastnil se v březnu 1942 druhé bitvy u Syrty kde byl poškozen.

6. dubna 1942 Havock při plavbě z Malty do Gibraltaru najel v Sicilském průlivu u města Kelíbíja (u mysu Bon) na břeh a byl opuštěn. Posádku internovali Francouzi za nelidských podmínek na Sahaře. Později vrak torpédovala italská ponorka Aradam.